# Glukagonoma
Glukagonoma (łac. glucagonoma, ang. glucagonoma) – rzadko występujący, hormonalnie czynny nowotwór wywodzący się z komórek A trzustki wydzielający glukagon. Stanowi poniżej 2% guzów neuroendokrynnych przewodu pokarmowego. Obecność guza glukagonowego może być składową zespołu MEN1.
Zapadalność wynosi 1: 20 mln /rok. Glukagonoma jest najczęściej pojedynczym, litym, dużym (> 3 cm) guzem złośliwym cechującym się powolnym wzrostem. Lokalizuje się zwykle w ogonie trzustki, poza trzustką występuje rzadko. Przerzuty w większości przypadków stwierdza się w wątrobie i okolicznych węzłach chłonnych.

## Objawy kliniczne
- Najbardziej charakterystycznym, choć niespecyficznym objawem glukagonoma są zmiany skórne o typie pełzającego rumienia martwiczego (migratory necrolytic erythema).
- Cukrzyca o łagodnym przebiegu.
- Bóle brzucha, nudności, wymioty, biegunka, prawdopodobnie wskutek wydzielania przez komórki nowotworowe innych peptydów – wazoaktywnego peptydu jelitowego, kwasu 5-indolooctowego i kalcytoniny.
- Szybka utrata masy ciała, niedokrwistość normobarliwa, nawracające infekcje jamy ustnej.
- Zakrzepica żylna i zatorowość płucna.
- Zaburzenia psychiczne i neurologiczne (drażliwość, upośledzenia pamięci świeżej, wygórowanie odruchów ścięgnistych, dodatni objaw Babińskiego, dyzartria, oczopląs).

## Rozpoznanie
Rozpoznanie potwierdza znacznie podwyższone stężenie glukagonu w surowicy krwi (ponad 1000 pg/ml) oraz obecność guza w badaniach obrazowych. Pomocny może być test stymulacji wydzielania glukagonu po podaniu dożylnym argininy.

## Leczenie
Leczeniem z wyboru jest chirurgiczne usunięcie guza. Leczenie paliatywne polega na podawaniu analogów somatostatyny.

## Klasyfikacja ICD10
| kod ICD10     | nazwa choroby                       |
| ------------- | ----------------------------------- |
| ICD-10: C25   | Nowotwór złośliwy trzustki          |
| ICD-10: C25.4 | Część wewnątrzwydzielnicza trzustki |